# La Coloma Airport
La Coloma Airport är en flygplats i Kuba.   Den ligger i kommunen Municipio de Pinar del Río och provinsen Provincia de Pinar del Río, i den västra delen av landet, 160 km sydväst om huvudstaden Havanna. La Coloma Airport ligger 41 meter över havet.
Terrängen runt La Coloma Airport är platt. Runt La Coloma Airport är det tätbefolkat, med 319 invånare per kvadratkilometer. Närmaste större samhälle är Pinar del Río, 10,7 km nordväst om La Coloma Airport. Omgivningarna runt La Coloma Airport är en mosaik av jordbruksmark och naturlig växtlighet.